# Liceo Antonio Rosmini
Il Liceo "Antonio Rosmini" (già Imperiale e Regio Ginnasio, in tedesco Kaiserlich und Königlich - abbreviazione K. u. K. - Gymnasium) è uno dei primi Istituti scolastici superiori fondati nella città di Rovereto.

## Storia

### Fondazione
Il Liceo Antonio Rosmini è un'istituzione scolastica storica della città di Rovereto.
Il primo nucleo di questo liceo nacque come Imperial Regio Ginnasio nel 1672 e il suo fondatore fu Ferdinando degli Orefici (1607-1668). Il perché Ferdinando scelse di avviare questo ginnasio non ci è ancora chiaro. Due sono le ipotesi: l'una per contribuire allo sviluppo della cultura letteraria tra i suoi concittadini; l'altra per lo zelo religioso (infatti lo studio agevolava la carriera sacerdotale).

### Periodo asburgico
Ferdinando lasciò scritto nel suo testamento, redatto il 9 luglio 1668, che “lasciava erede di tutta la sua facoltà il consiglio dei Trentatré della città di Rovereto, perché fossero mantenuti cinque sacerdoti beneficiati con l'incarico di insegnare in cinque classi ginnasiali”. Il documento elencava anche le materie di insegnamento: i Rudimenti, la Grammatica, la Sintassi, l'Umanità e la Retorica. 
Il direttore o prefetto dell'istituto doveva essere l'arciprete pro tempore della parrocchia di San Marco. I beneficiati erano obbligati ad assistere al coro della parrocchia di San Marco ogni domenica e a celebrare ciascuno due messe in settimana. Tutti i maestri, anche quelli delle classi inferiori, dovevano conoscere il tedesco per volere del governo austriaco. Il patrimonio ginnasiale era amministrato dal Comune attraverso un economo e tre sopraintendenti non retribuiti. Il 3 novembre 1672 vennero aperte le prime due classi (Rudimenti e Grammatica), in un edificio situato a destra della Chiesa di San Marco. Negli anni immediatamente successivi, viste le difficoltà economiche, si decise di nominare come insegnanti i sacerdoti in modo da non doverli stipendiare.
Vari regolamenti si susseguirono in seguito alla riforme imperiali. Il periodo Napoleonico fu il più complesso visto il susseguirsi di diverse forme di governo. 
“Il periodo napoleonico non poté dunque apportare al ginnasio roveretano alcun vantaggio durevole. Tra il fare e il disfare nemmeno le migliori iniziative giungevano a consolidarsi”

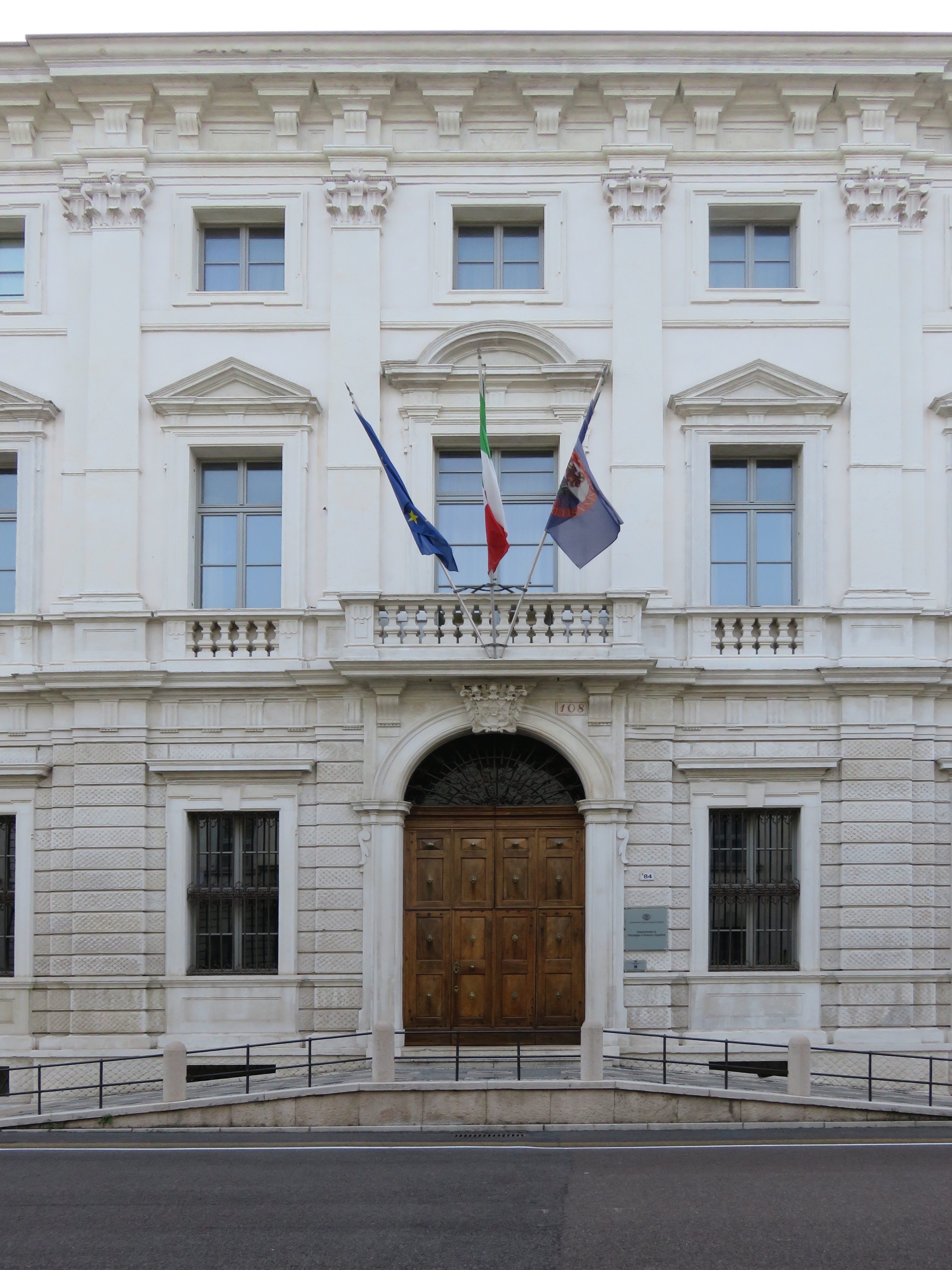
Vecchia sede del Liceo in corso Bettini, oggi Palazzo dell'istruzione

Proprio in questo periodo Antonio Rosmini iniziò i suoi studi nella scuola primaria inferiore; egli lo ricordò anche nel suo diario, quando scrisse che entrò nella prima scuola latina del ginnasio patrio. Il primo anno il suo rendimento scolastico fu minimo tanto che venne bocciato, ma negli anni successivi si dimostrò uno studente eccellente con ottimi risultati in tutte le materie. Nei periodi successivi il ginnasio continuò a crescere e si applicarono nuove riforme regolarmente, ma complessivamente dal 1815 (Restaurazione) al 1915 non furono di grande portata.

### Il liceo dopo la prima guerra mondiale
Nel 1915 “per ragioni sanitarie”, come fu affermato da un telegramma che annunciava la guerra imminente, il ginnasio venne chiuso. Alcuni degli studenti più grandi parteciparono al conflitto. Solo nella primavera del 1919 si riuscì a riaprire la scuola sotto la guida del preside del liceo-ginnasio di Fano, Alberto Alberti, che si dimostrò da subito un uomo di grande cultura, disponibile con insegnanti e alunni.
Negli anni 1923, quando ancora si chiamava liceo “Vittorio Emanuele III” aveva sede nel Palazzo dell'Istruzione in corso Bettini, oggi sede dell'università di Trento. Durande la seconda guerra mondiale rimase aperto il pomeriggio in alcuni locali messi a disposizione dalle Dame Inglesi, perché la sede originale era stata requisita dalle truppe tedesche.
Solo nel 1944 il liceo prese il nome di “Antonio Rosmini”, in onore dell'ex studente.

### Il liceo dalla seconda metà del XX secolo
Nel 1961 venne introdotta la prima classe del liceo scientifico e nel 1985 iniziò la sperimentazione del liceo linguistico.
Alla metà degli anni ottanta del novecento il liceo fu trasferito nella sede in corso Bettini, ex Convitto municipale maschile.